# محوطه کول دم تازه کند خان کندی
محوطه کول دم تازه کند خان کندی مربوط به عصر مس است و در شهرستان ملکان، بخش مرکزی، دهستان گاودول غربی، شمال شرق روستای تازه کند خان کندی واقع شده و این اثر در تاریخ ۲۷ بهمن ۱۳۸۷ با شمارهٔ ثبت ۲۴۷۷۵ به‌عنوان یکی از آثار ملی ایران به ثبت رسیده است.